# Чернов, Ефрем Семёнович
Черно́в Ефре́м Семёнович (10 (22) мая 1898, д. Изамбаево Козьмодемьянского уезда (ныне Янымово Ядринского района Чувашии) — 29 апреля 1965, Чебоксары) — государственный деятель, организатор образования, первый директор Чувашского педагогического института, нарком просвещения Чувашской АССР. Участник Гражданской войны.

## Биография
Родился в семье бедного крестьянина. С 1906 по 1910 годы учился в Пошнарском земском начальном училище, с 1910 по 1918 годы — в Козьмодемьянской гимназии. 
После окончания гимназии в 1918 году поступил на математическое отделение физико-математического факультета Казанского университета. Будучи студентом, работал секретарём Чувашского отдела Наркомнаца в Казани.
В 1919 году стал кандидатом в члены РКП(б), в апреле был призван в ряды Красной Армии. 
С 1922 года работал заведующим агитпропотделом уездного комитета партии в Ядрине, с 1924 — секретарём укома партии, преподавателем и заведующим школой 2 ступени.
В 1925 году стал первым директором открывшегося в Ядрине педагогического техникума.
Демобилизовался из армии в 1925 году, после чего работал секретарём укома ВКП(б) Чебоксарского уезда.
В 1927 году поступил учиться на Высшие научно-педагогические курсы при педфаке 2-го Московского госуниверситета.
В 1928—1929 годах вёл преподавательскую работу в Московском педтехникуме 1 Опытной станции по народному образованию Наркомпроса РСФСР. В 1929 году успешно окончил учёбу в Москве и вернулся в Чувашию, где его назначили заведующим агитпропотделом Обкома ВКП(б).
С 1 июля 1930 года по май 1931 года директор Чувашского педагогического института.
С 1 ноября 1930 года без освобождения от должности директора института был назначен народным комиссаром просвещения Чувашской Республики.
С ноября 1930 по июнь 1937 года — народный комиссар просвещения Чувашской АССР.
После ареста Иоакима Максимова-Кошкинского 13 июня 1937 года стал директором Чувашского драматического театра.
Репрессирован в 1938 году, приговорён Военным Трибуналом Приволжского военного округа 19 ноября 1939 года (обвинение: ст.19 УК РСФСР, ст.58 п.7 УК РСФСР, ст.58 п.8 УК РСФСР, ст.58 п.10 УК РСФСР, ст.58 п.11 УК РСФСР — «Являлся активным участником националистической организации, проводил контрреволюционную вредительскую деятельность в области народного образования.») к лишению свободы с отбыванием в ИТЛ сроком на 10 лет. Дело Чернова Е. С. было пересмотрено в 1940 году, определение Военной коллегии Верхсуда СССР от 20 мая 1940 года гласило: «Приговор суда отменить, и дело возвратить на новое рассмотрение.». Приговором Военного трибунала Приволжского военного округа от 13 февраля 1941 года Чернов Е. С. был оправдан по ст.19, 58-8 УК РСФСР, но подвергнут тюремному заключению сроком на 8 лет с поражением политических прав на 5 лет. Определением Военной коллегии Верхсуда СССР от 13 мая 1941 года приговор оставлен в силе.
Повторно арестован 30 декабря 1948 года (место работы на момент ареста: бухгалтер Чебоксарской типографии), осуждён 9 февраля 1949 года Особым совещанием при МГБ СССР (обвинение: ст.58 п.10 ч.1 УК РСФСР, ст.58 п.11 УК РСФСР — «Участие в буржуазно-националистической организации и антисоветская деятельность.»), сослан на поселение.
Реабилитирован в 1955 и 1956 годах.
В 1955—1957 годах завуч Чебоксарской средней школы № 1, преподаватель логики и психологии Чувашского педагогического института.
Умер 29 апреля 1965 года в Чебоксарах. Похоронен на мемориальном кладбище города Чебоксары.

## Семья
- Старший брат Григорий — с 1933 года председатель артели (колхоза) «Смычка»[2] (ныне СХПК «Трудовик» Ядринского района[6]).
- Младший брат Лука (12.10.1903 — 11.5.1942) — государственный деятель, нарком внутренней торговли Чувашской АССР (1934—1937), и. о. председателя правления Чувашпотребсоюза (1937—1938). Репрессирован в 1938. Реабилитирован в 1956[7][8].